# エキソヌクレアーゼVII
エキソヌクレアーゼVII(Exonuclease VII、EC 3.1.11.6)は、細菌の持つエキソヌクレアーゼである。大きいもの1つと小さいもの4つからなる2種類の非相同サブユニットから構成される。エキソヌクレアーゼVIIは、核酸を3'から5'方向と5'から3'方向の両方向にエキソ型切断し、5'-ホスホモノ核酸を生成する。大きな方のサブユニットは、N末端に、核酸に結合するOBフォールドドメインを持つ。